# Karol Baliński (poeta)
Karol Baliński pseudonim „Karol z Jarosławca” (ur. 21 maja 1817 w Dzierzkowicach na Lubelszczyźnie, zm. 10 stycznia 1864 we Lwowie) – polski poeta, członek grup narodowowyzwoleńczych, np. Stowarzyszenia Ludu Polskiego. Tworzył poezję patriotyczno-rewolucyjną związaną z działalnością konspiracyjną; pisał również utwory religijne oraz mesjanistyczne, a także zajmował się tłumaczeniami (np. Calderona).

## Życiorys
Jego ojcem był Tomasz Baliński – legionista gen. Dąbrowskiego i lekarz z okresu wojen napoleońskich, a matką Maria Anna Orian – Hiszpanka urodzona w Madrycie. Ukończył szkołę elementarną w Hrubieszowie i Liceum w Warszawie. Był działaczem polistopadowych organizacji rewolucyjnych i niepodległościowych. W 1838 roku został zatrzymany za udział w działalności Stowarzyszenia Ludu Pracującego, a w roku 1839 zesłany na Sybir (początkowo skazany na karę śmierci), do leżącego wówczas na tzw. Stepach Kirgiskich, Iszymia, gdzie spotkał się z Gustawem Zielińskim i Adolfem Januszkiewiczem. Przebywał tam do roku 1841. Po zwolnieniu i powrocie do Polski w 1842 roku zajął się intensywnie działalnością poetycko-wydawniczą (rozpoczętą jeszcze przed zesłaniem). W latach 1844–45 redagował Snopek Nadwiślański. Ponownie został aresztowany w roku 1846 i zwolniony w kwietniu 1847, na podstawie oświadczenia lekarskiego o rychłej śmierci. Potem, w roku 1848  zbiegł do Galicji przed grożącym mu trzecim aresztowaniem, gdzie wziął aktywny udział w Wiośnie Ludów na ziemiach polskich we Lwowie. W 1849 udał się do Wielkopolski do Poznania, gdzie dalej wydawał swoje wiersze i wraz z Ewarystem Estkowskim redagował tygodnik Krzyż i miecz. W roku 1851 udał się na emigrację do Belgii i Francji, gdzie poznał osobiście Adama Mickiewicza i wszedł do koła towiańczyków. W 1863 roku przybył do kraju, by wziąć udział w powstaniu, na co jednak nie pozwolił mu stan zdrowia. W tym też roku razem z Romanem Zmorskim wydawał w Krakowie tygodnik Wolność.
Jego „Pisma” wydane w Poznaniu w 1849 roku obejmują również okres zesłania. Duża jednak część rękopisów Balińskiego przepadła.
Zmarł we Lwowie i został pochowany na Cmentarzu Łyczakowskim, pod krzyżem na grobie umieszczono napis: Sieroctwo – więzienie, Wygnanie – tułactwo. Oto droga poety polskiego Karola Balińskiego na to miejsce ostatniego spoczynku.

## Twórczość
- Farys-wieszcz (1844)[1][2]
- Kilka prac literackich Karola Balińskiego (1845)[1]
- Nasza pieśń (1848)
- Pisma Karola Balińskiego (1849)[1]
- Grosz wdowi. Kolęda (1851)
- Myśli serdeczne Karola Balińskiego (1854)
- Śpiewakowi Mohorta bratnie słowo (1856)
- Ustęp z pieśni do Bogarodzicy (1861)
- Głos ludu polskiego w tysiącletnią rocznicę zgonu Piasta (1861)
- Mądrość polska (1861)
- Męczeństwo Zbawiciela (1863)
- Hasło polskie (1862)
- Niewierny Tomasz jak przymierzył, to uwierzył (1911)
- Kolenda polskich bojowników
- Do piewcy
- Requiem staremu światu
- wydał przekład Kochankowie nieba autorstwa Hiszpana Pedro Calderón de la Barca i planował spolszczyć 80 dramatów świętych tego autora